# مواد بناء

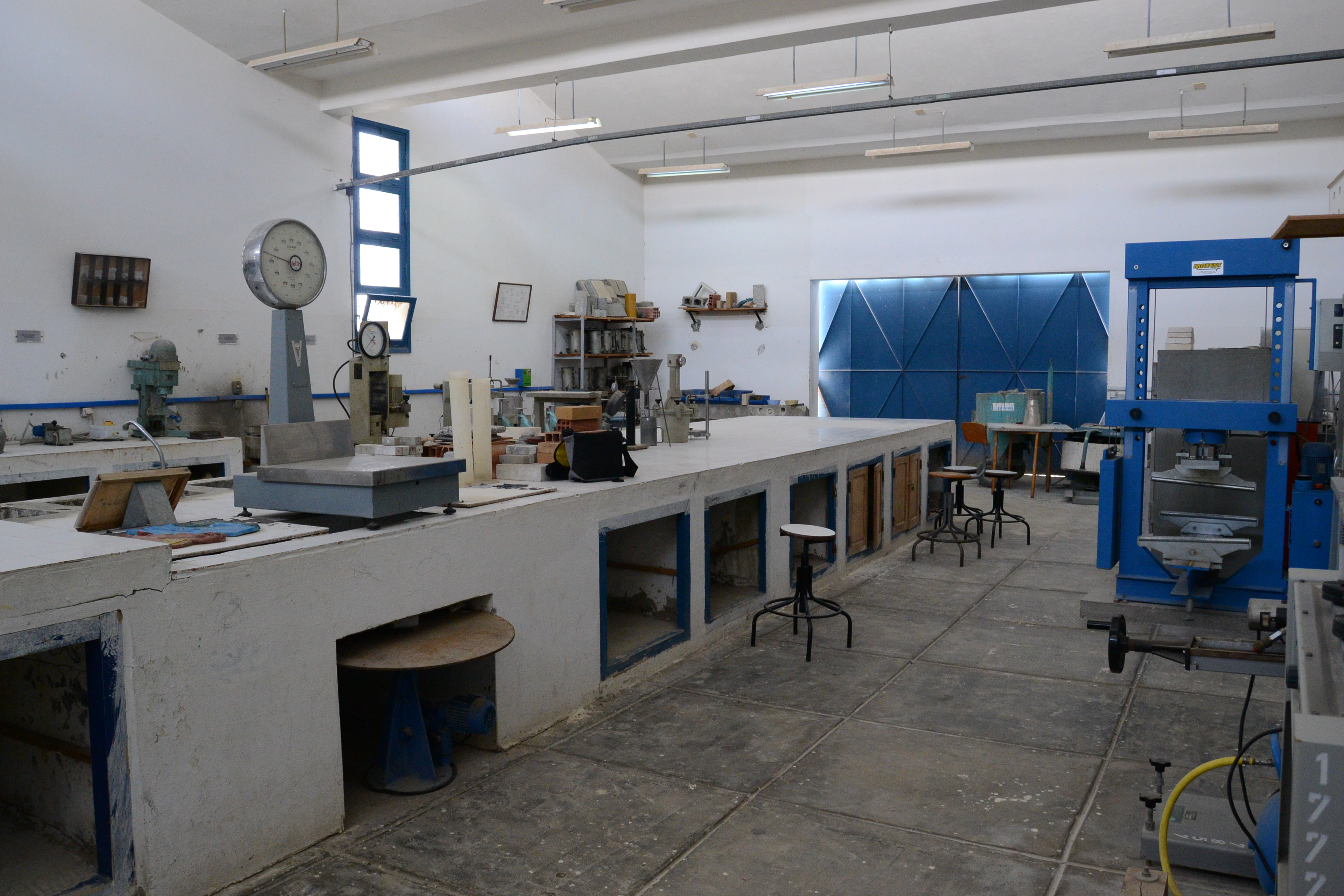
تخضع عينات من مواد البناء إلى اختبارات علمية في مختبرات كالموجود في الصورة بالمعهد العالي للدراسات التكنولوجية بنابل.

تشمل مواد بناء هذه الخامات بصفة أساسية كالآتي:
- خامات مواد البناء وهي تشمل خمسة مجموعات رئيسية:

1. مجموعة الأحجار الصلبة (جيرية – رملية – دولوميتية – جرانيت – رخام..الخ): وتستخدم النوعيات المناسبة منها من حيث الخواص الطبيعية والتركيب الكيميائي في صناعة الأسمنت والجير والدبش والطوب ورصف الطرق والتكسيات المعمارية وأحجار البناء بالإضافة إلى الصناعات الكيميائية.
2. مجموعة المعادن الطينية والطفلات: وتستخدم في إنتاج الأسمنت والطوب الطفلي والصناعات الحرارية.
3. مجموعة الرمال والزلط: وتستخدم في عمل الخرسانات الأسمنتية وصناعة الأسمنت ورصف الطرق وصناعة المرشحات.
4. مجموع الجبس: وتستخدم في صناعة الأسمنت وتكسيه الحوائط.
5. البازلت: ويستخدم في رصف الطرق وبعض أنواعه في صناعة الصوف الصخري.

- الرمال البيضاء (رمال الزجاج):

1. وهي تستخدم أساساً في صناعات الزجاج والسيراميك.
2. استغلال هذه الخامات يتم من خلال المحافظات المختلفة.